# کارلوس مانوئل د اسپسپس (کوبا)
کارلوس مانوئل د اسپسپس (به اسپانیایی: Carlos Manuel de Céspedes) یک منطقهٔ مسکونی در کوبا است که در استان کاماگوئی واقع شده‌است. کارلوس مانوئل د اسپسپس ۶۵۳ کیلومتر مربع مساحت و ۲۵٬۷۰۷ نفر جمعیت دارد و ۷۵ متر بالاتر از سطح دریا واقع شده‌است.